# Wesel
Wesel è una città di 60 688 abitanti della Renania Settentrionale-Vestfalia, in Germania.
Appartiene al distretto governativo (Regierungsbezirk) di Düsseldorf ed è capoluogo del circondario (Kreis) omonimo (targa WES).
Wesel si fregia del titolo di "Grande città di circondario" (Große kreisangehörige Stadt).

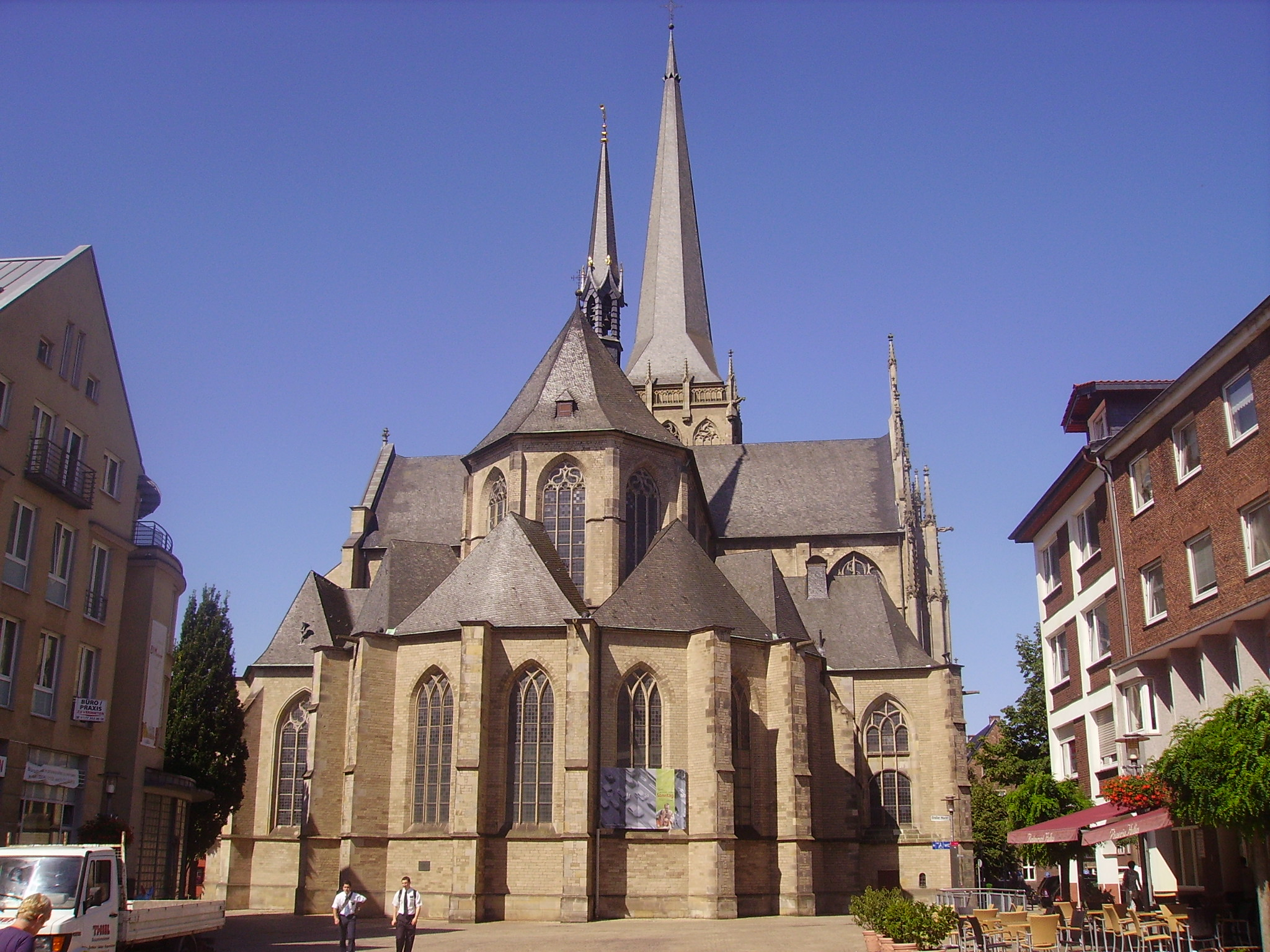
Il duomo di S.Willibrordi

## Storia
La località viene menzionata per la prima volta nell'VIII secolo come Wesele, in un documento del monastero di Echternach. Nel Basso Medioevo si sviluppò come città, e agli inizi del XII secolo divenne possesso dei conti di Kleve, che la tennero per lungo tempo; durante il loro dominio Wesel ottenne però una serie di privilegi, e la crescita della città culminò con l'adesione alla Lega Anseatica nel 1407.
Nel secolo successivo aderì alla riforma protestante, che a differenza di vaste zone della Renania e della Vestfalia rimaste cattoliche, si diffuse qui abbastanza rapidamente. Nel 1609, con l'intero territorio del Ducato di Kleve (nel frattempo elevato da contea), Wesel passò al Brandeburgo, e da allora seguì le sorti del nascente stato prussiano.
Durante la seconda guerra mondiale la città fu tra le più devastate della Germania, venendo pressoché totalmente distrutta in una serie di bombardamenti alleati, trovandosi nell'area più esposta lungo il fronte occidentale, in seguito alla Operazione Plunder e all'operazione Varsity nell'ambito della più ampia serie di manovre militari anglo-canadesi-statunitensi che portarono alla cosiddetta sacca della Ruhr. Pochissimi edifici storici rimangono visibili, di cui i principali sono il duomo medievale di S.Willibrordi, gravemente danneggiato e restaurato nel dopoguerra, e la facciata dello storico Municipio, eretta alla metà del XV secolo in stile tardogotico fiammingo, pressoché unico in Germania; quest'ultima, integralmente distrutta, è stata riedificata nel 2011 nell'aspetto originario, anche per la grande importanza artistica dovuta alla rarità in questa zona dello stile rappresentato.

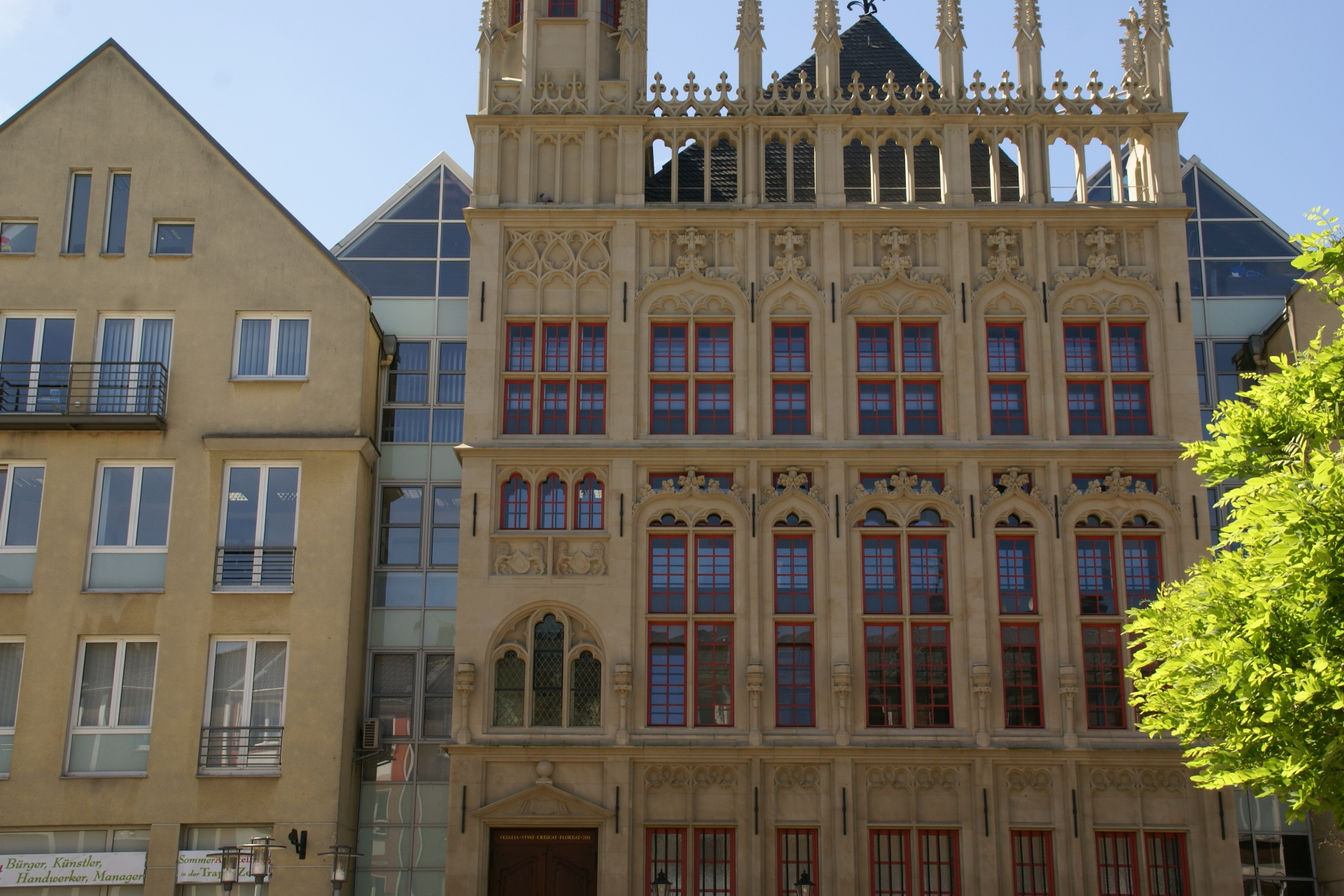
Veduta parziale della facciata ricostruita del Municipio di Wesel